# Nemastomatales
Nemastomatales, red crvenih algi, dio podrazreda Rhodymeniophycidae. Sastoji se od dvije porodice s kojih šezdesetak vrsta. Red je menovan po rodu Nemastoma.

## Porodice
1. Nemastomataceae Ardissone
2. Schizymeniaceae Masuda & Guiry